# بريت نايلور
بريت نايلور (بالإنجليزية: Brett Naylor)‏ هو سباح نيوزلندي، ولد في 10 مارس 1957 في إنفركارجل في نيوزيلندا.

## وصلات خارجية
- بريت نايلور على موقع الاتحاد الدولي للسباحة (الإنجليزية)
- بريت نايلور على موقع أوليمبيديا (الإنجليزية)
- بريت نايلور على موقع اتحاد ألعاب الكومنولث (مؤرشف) (الإنجليزية)